# والتر تي كوكس الثالث
والتر تي كوكس الثالث (بالإنجليزية: Walter T. Cox III)‏ هو محامي وقاضي أمريكي، ولد في 13 أغسطس 1942.